# Салусіо I (суддя Кальярі)
Салусіо I (італ. Salusio Iд/н — 1016) — перший відомий юдик (володар) Кальярського юдикату.

## Життєпис
Походив з династії Лакон-Гунале, яка також панувала в Арборейському юдикаті. за жіночою лінією був нащадком Гети, візантійського протоспафарія і архонта Сардинії.  
Стосовно Салусіо відомостей обмаль, що викликає численні гіпотези та дискусії. Частина дослідників розглядає його як Маріано Салусіо. У низці джерел він відомий лише як Салусіо або Маріано. Тому значна кількість вчених вважає, що це два різних правителі. Спочатку панував Салусіо I, а потім його син Маріано, який, можливо, згодом на честь батька міг зватися Маріано Салусіо.
Про попередників його нічого невідомо. Знано про стрийка Сергія, який був ченцем або обіймав якусь церковну посаду. У 1015 році уклав союз з Гоннаріо I, юдиком Арбореї, спрямований на захист Сардинії від Муджахіда аль-Амірі, емра Денії. До цієї коаліції долучилися також Генуя і Піза. Спільні християнські флоти завдали поразки мусульманській флотилії неподалік Сардинії.
У 1016 році емір денії знову атакував Сардинію, висадившись раптово на півночі острова. Спочатку він переміг Гоннаріо I, а потім завдав рішучої поразки Кальярському юдикату. В битві загинув Салусіо I. Про це є згадка в істориків Аль-Андалуса, де його названо Малут. Син загиблого Маріано втік до Пізи.